# Tess Asplund
María Teresa Tess Asplund (Cali, 1974) es una activista sueca que se hizo conocida como resultado de su protesta contra un grupo de neonazis en Borlänge, Suecia. De origen colombiano, ella se describe a sí misma como afro-sueca. La imagen de Asplund, que se convirtió en viral, es del fotógrafo David Lagerlof. En ella se muestra a Asplund enfrentándose a los miembros uniformados del Movimiento de Resistencia Nórdico sueco con el puño en alto.
Sobre el incidente, Asplund dijo: 

Si esta foto mía puede conseguir que más gente se atreva a mostrar resistencia, entonces está bien... La gente tiene que unirse y demostrar que no está bien que el racismo se esté normalizando y que los fascistas estén dando vueltas por nuestras calles.

Asplund es miembra del Foco Afrofobia.
En 2016, Asplund fue incluida en la lista de 100 Mujeres de la BBC, junto con Alicia Keys, Ellinah Wamukoya y Nadiya Hussain. El tema para la lista de este año era el desafío.